# Затерянный мир (фильм, 2001)
«Затерянный мир» (англ. The Lost World) — художественный телефильм 2001 года по мотивам романа Артура Конана Дойла «Затерянный мир».

## Сюжет
В начале XX века знаменитый профессор Челленджер делает потрясающее открытие — на удалённом плато в джунглях Амазонки существует удивительный и прекрасный мир, в котором до сих пор обитают динозавры. Миллионы лет эволюции его не коснулись — он остался в первозданном виде. Чтобы переубедить скептиков, группа искателей приключений — сам энергичный Челленджер, его чудаковатый коллега профессор Саммерли, девушка Агнес из миссионерского посёлка, бесстрашный охотник лорд Джон Рокстон и молодой репортёр Эдвард Мелоун — отправляются в захватывающее, полное опасностей путешествие на поиски этого удивительного доисторического мира.

## Показанные животные
- Птеранодон
- Игуанодон
- Аллозавр
- Питекантроп
- Брахиозавр
- Энтелодон
- Гипсилофодон
- Апатозавр
- Диплодоки

## В ролях
| Актёр           | Роль                        |
| --------------- | --------------------------- |
| Боб Хоскинс     | профессор Джордж Челленджер |
| Джеймс Фокс     | профессор Лео Саммерли      |
| Роберт Харди    | профессор Иллингворт        |
| Том Уорд        | лорд Джон Рокстон           |
| Мэттью Риз      | Эдвард Мелоун               |
| Питер Фальк     | миссионер Тео Керр          |
| Элейн Кэссиди   | его племянница Агнес        |
| Джоанна Пейдж   | Глэдис                      |
| Тесса Пик-Джонс | миссис Саммерли             |
| Тим Хили        | газетчик Мак-Ардл           |
| Натаниэль Лис   | индейский вождь             |
| Николь Уиппи    | его дочь Мария              |

## Отличия от книги
- В романе Джон Рокстон не погибает и не остаётся жить среди индейцев, а возвращается вместе со всеми героями в Лондон и присутствует в продолжении «Затерянного мира».
- Агнес в книге отсутствует, как и её дядя-миссионер. В фильме ему отведена роль некоторых проводников из книги, в частности, метиса Гомеса.
- Из животных в фильме не показаны стегозавр, мегалозавр, плезиозавр и фороракос, зато присутствуют завроподы, энтелодон и гипсилофодон, которых в книге нет. Место птеродактиля в фильме отведено птеранодону.
- Аллозавры в книге напали сами на деревню туземцев, в фильме же их призвали захваченные её жителями питекантропы.
- Профессоров Саммерли и Челленджера немного «поменяли местами». Из книги очевидно, что Челленджер женат (в сюжете присутствует его супруга, по описанию — хрупкая, но отважная женщина), а вот о семье Саммерли не сказано ни слова. В фильме же профессор Челленджер — закоренелый холостяк, а профессор Саммерли — отец большого семейства, имеющий не только жену, но и троих детей.
- Опущена сцена драки между Мелоуном и Челленджером; последний вообще представлен заметно менее агрессивным и жизнерадостным.
- В телеадаптации отсутствует образ верного негра-носильщика экспедиции Самбо.
- В конце фильма путешественники скрывают местонахождение земли Мепл-Уайта и полностью отрицают свою находку, в книге же их уносят на руках с овациями как первооткрывателей.

## Факты о фильме
- В фильме используются уникальные компьютерные технологии, которые использовались при съёмках сериала «Прогулки с динозаврами».
- Съёмки фильма происходили в Новой Зеландии в национальном парке Нельсона Лэйкса, на западном побережье и в других живописных местах острова.
- В фильме затрагивается одна из самых дискуссионных проблем палеонтологии начала XX века — способ передвижения динозавра игуанодона. По мнению профессора Саммерли, это животное было двуногим, Челленджер же считает его четвероногим и, по сюжету, оказывается прав. На самом же деле игуанодоны и их близкие родственники могли передвигаться и так, и так.
- Изо всех односерийных экранизаций романа данная версия является наиболее продолжительной.

## Полная версия фильма
Есть два варианта фильма, один из которых укороченный. Среди удалённых сцен в основном незначительные моменты:
- Подробно показано как путешественники забираются на плоскогорье;
- Игуанодон разжёвывает ветку папоротника перед ошеломлённым Челленджером;
- Агнес и Мелоун идут по берегу озера, разыскивая Рокстона;
- В деревне туземцев Саммерли строит аэроплан в надежде покинуть плато;
- Челленджер изучает питекантропов, заключённых в деревянную клетку.
- Агнес и Мелоун видят как два аллозавра выходят из леса и направляются в деревню.
- Один из аллозавров приближается к деревне с другой стороны.

## Награды

### BAFTA TV Award
- 2002 — номинация на премию «BAFTA TV Award» в категории «лучшая оригинальная музыка к телефильму» (Роберт Лейн)
- 2002 — номинация на премию «BAFTA TV Award» в категории «лучший звук» (Хью Джонсон, Дэвид Мэдиген, Дэвид Крозьер)
- 2002 — номинация на премию «BAFTA TV Award» в категории «лучшие визуальные эффекты» (Уильям Бартлетт)

### Эмми
- 2003 — номинация на премию «Эмми» (Emmy) в категории «выдающаяся музыкальная композиция для мини-сериала или кинофильма» (Роберт Лейн)
- 2003 — номинация на премию «Эмми» (Emmy) в категории «выдающиеся визуальные эффекты для мини-сериала или кинофильма» (Скотт Гриффин, Уильям Бартлетт, Вирджил Мэннинг, Даррен Байфорд, Саймон Уэлли, Бен Кронин, Пол Верралл, Джон Ховарс, Джез Харрис)